# Dismorphia niepelti
Dismorphia niepelti är en fjärilsart som beskrevs av Gustav Weymer 1909. Dismorphia niepelti ingår i släktet Dismorphia och familjen vitfjärilar.
Artens utbredningsområde är Ecuador. Inga underarter finns listade i Catalogue of Life.